# Карл Колер (фудбалер)
Карл Колер (Мацендорф-Холес, 2. фебруар 1929 — Баден, 24. јануар 2009) је био аустријски фудбалски репрезентативац.
Играо је за екипу АСК Блумау (1945-1949) и бечку Виену (1949-1965), са којом је био првак Аустрије 1955. године.
У дресу репрезентације Аустрије у периоду од 1952 — 1966. одиграо је 86 утакмица и постигао 5 голова.
Келер је један од најбољих аустријских фудбалера после Другог светског рата. Учесник је Светског првенства 1954. и 1958.. Одиграо је све утакмице на Светском првенству 1954. године у Швајцарској, које је аустријска репрезентација завршила на трећем месту.